# Michael F. McAllister
Michael F. McAllister (Somerville (Massachusetts), Estados Unidos, 1 de diciembre de 1964) es un vicealmirante retirado.

## Trayectoria
Estuvo vinculado a la Guardia Costera de los Estados Unidos y fue comandante del Área del Pacífico de la Guardia Costera y la Fuerza de Defensa Oeste del 30 de junio de 2021 al 8 de julio de 2022. Se desempeñó como subcomandante de Apoyo a la Misión y, antes de eso, como comandante del decimoséptimo distrito de la Guardia Costera.
McAllister se graduó de la Academia de la Guardia Costera de Estados Unidos en 1986 con una licenciatura en ingeniería civil. Más tarde obtuvo una Maestría en Ciencias en ingeniería civil de la Universidad de Illinois en Urbana-Champaign en 1991. McAllister es un ingeniero profesional registrado en el estado de Washington. También recibió una Maestría en Administración de Empresas del Instituto de Tecnología de Massachusetts en 2004.